# Jurjewiec (stacja kolejowa)
Jurjewiec (ros. Юрьевец) – stacja kolejowa w miejscowości Włodzimierz, w obwodzie włodzimierskim, w Rosji. Położona jest na nowym szlaku Kolei Transsyberyjskiej.